# خرس شاخ توخالی
خرس شاخ توخالی (انگلیسی: Hollow Horn Bear)؛ (مارس ۱۸۵۰ – ۱۵ مارس ۱۹۱۳) (سن ۶۲–۶۳) پلیس، سخنران عمومی، و دیپلمات بود.

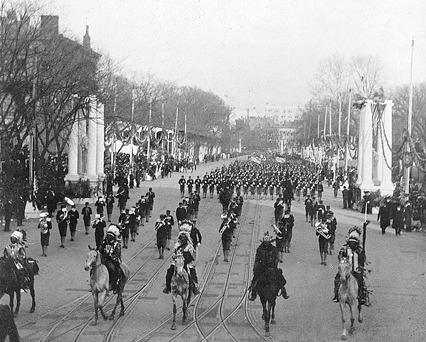
خرس شاخ توخالی سوارکار در رژه افتتاحیه ۱۹۰۵ مقابل تئودور روزولت رئیس‌جمهور آمریکا، همراه با پوست گوزن، چارلی، اسب آمریکایی، شاه‌پر کوچک و جرومینو

## فعالیت
رهبر سرخ‌پوستان لاکوتا بود. او در بسیاری از نبردها از جمله نبرد لیتل بیگ‌هورن، از جمله نبرد «لاکوتا سو» شرکت کرد. به عنوان رئیس پلیس سرخ‌پوست، «کرو سگ» را به دلیل قتل «تیل» دستگیر کرد و بعدها در همین مورد، در دیوان عالی ایالات متحده شهادت داد و ازخود دفاع کرد. او مذاکره‌کننده ارشد و مذاکره‌کننده حامی سرخ‌پوستان بود، خرس شاخ توخالی برای اولین بار مقابل هر دو رئیس‌جمهور آمریکاتئودور روزولت و توماس وودرو ویلسون رژه رفت. او در آخرین سفرش بر اثر ذات‌الریه درگذشت. زندگی‌نامه او در سال ۱۹۲۲ منتشر شد. برخی منابع تصویر او را در ۱۸۹۹ به عنوان تصویر سال سرخ‌پوستان ایالات متحده آمریکا ثبت کردند و در اسکناس پنج دلاری آمریکا عکسی از او هست. تمثالی به افتخار خرس شاخ توخالی در سال ۱۹۶۲ در داکوتای جنوبی بنا شد.

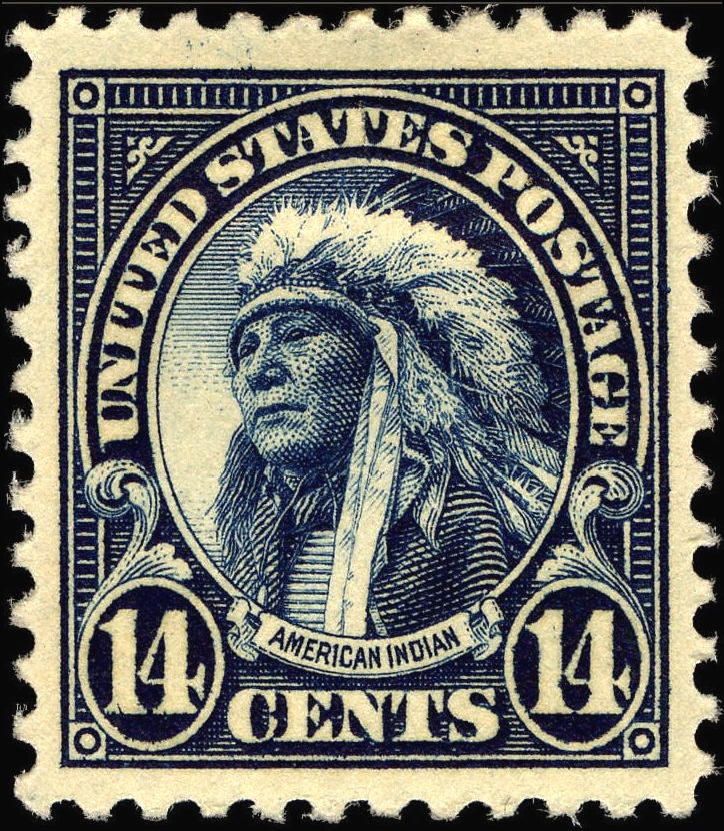
تصویربرجسته خرس شاخ توخالی بر روی تمبر پستی در تاریخ پستی ایالات متحده آمریکادر ۱۹۲۲ ثبت است.

## زندگی‌نامه
خرس شاخ توخالی در دوران مدرن و در شهرستان شریدن، نبراسکا به دنیا آمد. او که نام خود را از پدربزرگش گرفته بود، یکی از هفت پسر ارشد شاخ خالی بود که مادرش می‌خواست همه کاری را انجام دهد. در طی نبرد «اش»، او یک کودک بود و همراه با مادرش در فورت لارامی، وایومینگ پایگاه تاریخی ملی فورت در تمامی جنگ‌ها حضور یافت، تا زمانی که فورت لارامی در اکتبر ۱۸۵۵ آزاد شد او به همراه مادرش به اسارت درآمدند. خرس هورن در ۳۱ جنگ شرکت کرد و اولین نبرد خود را در سن ۱۲ سالگی از سر گذراند. در ۱۶ سالگی او که یک نوجوان بود همراه با پدرش در جنووا، نبراسکا در نبردهای مختلف از جمله علیه مهاجران و معدنچیان مونتانا، در وایومینگ و داکوتای شمالی و جنوبی شرکت کرد. او علیه نیروی زمینی ایالات‌متحده آمریکا در وایومینگ و کروو ایجنسی، مونتانا جنگید، سپس در ۱۸۶۹ در اقدامی علیه اتحادیه راه‌آهن اقیانوس آرام شرکت داشت.

خرس شاخ توخالی با «تخت‌خواب خوب» در سال ۱۸۷۴ ازدواج کرد و هفت فرزند داشت. در همان سال کار در ارتش آمریکا به عنوان یک سرباز دیده‌ور را آغاز کرد. در سال ۱۸۷۶ خرس همراه با گروه «دوکتری» که از قبیله بزرگ لاکوتا و تحت سرپرستی خودش بودند به سربازان تحت فرمان (آلفرد تری) پیوست تا به جستجوی اسب‌های گم‌شده بروند و با گروهی از سربازان برکنار شده آلفرد تری به جنگ پرداختند. پس از دو روز تعقیب افراد تری، آن‌ها به سوی اردوگاه حرکت کرده و در نبرد لیتل بیگ‌هورن. شرکت کردند. خرس شاخ توخالی به نوبه خود ادعا کرد شخصاً با مارکوس رنو و نیز جرج آرمسترانگ کاستر مبارزه کرده‌است. او در سال ۱۸۸۰ به واشینگتن دی سی سفر کرد تا دربارهٔ مسائل مربوط به نیروی ذخیره با دولت ایالات‌متحده مذاکره کند.